# MAGIX Samplitude
MAGIX Samplitude is een digitaal audiomontagesysteem gemaakt door Magix voor het opnemen, bewerken, mixen en masteren van muziek. Het is beschikbaar voor Windows XP en hoger. De huidige versies zijn:
- Samplitude Pro X8
- Samplitude Pro X8 Suite